# Убальдини, Руджери
Руджери дельи Убальдини (итал. Ruggieri degli Ubaldini, Муджелло близ Флоренции — Витербо,15 сентября 1295) — итальянский архиепископ, известный упоминанием в Божественной комедии Данте.

## Биография

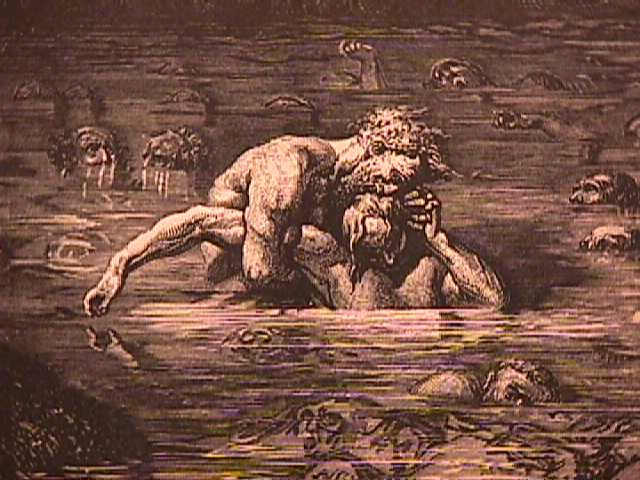
Гюстав Дорe. Уголино грызёт череп архиепископа Руджери

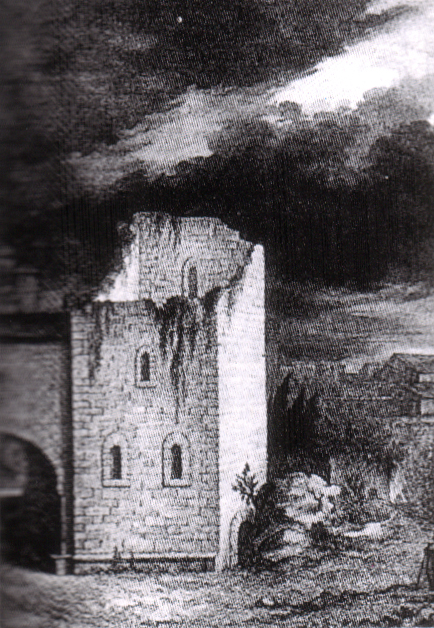
Голодная башня, гравюра Джованни Паоло Лазиньо, 1865

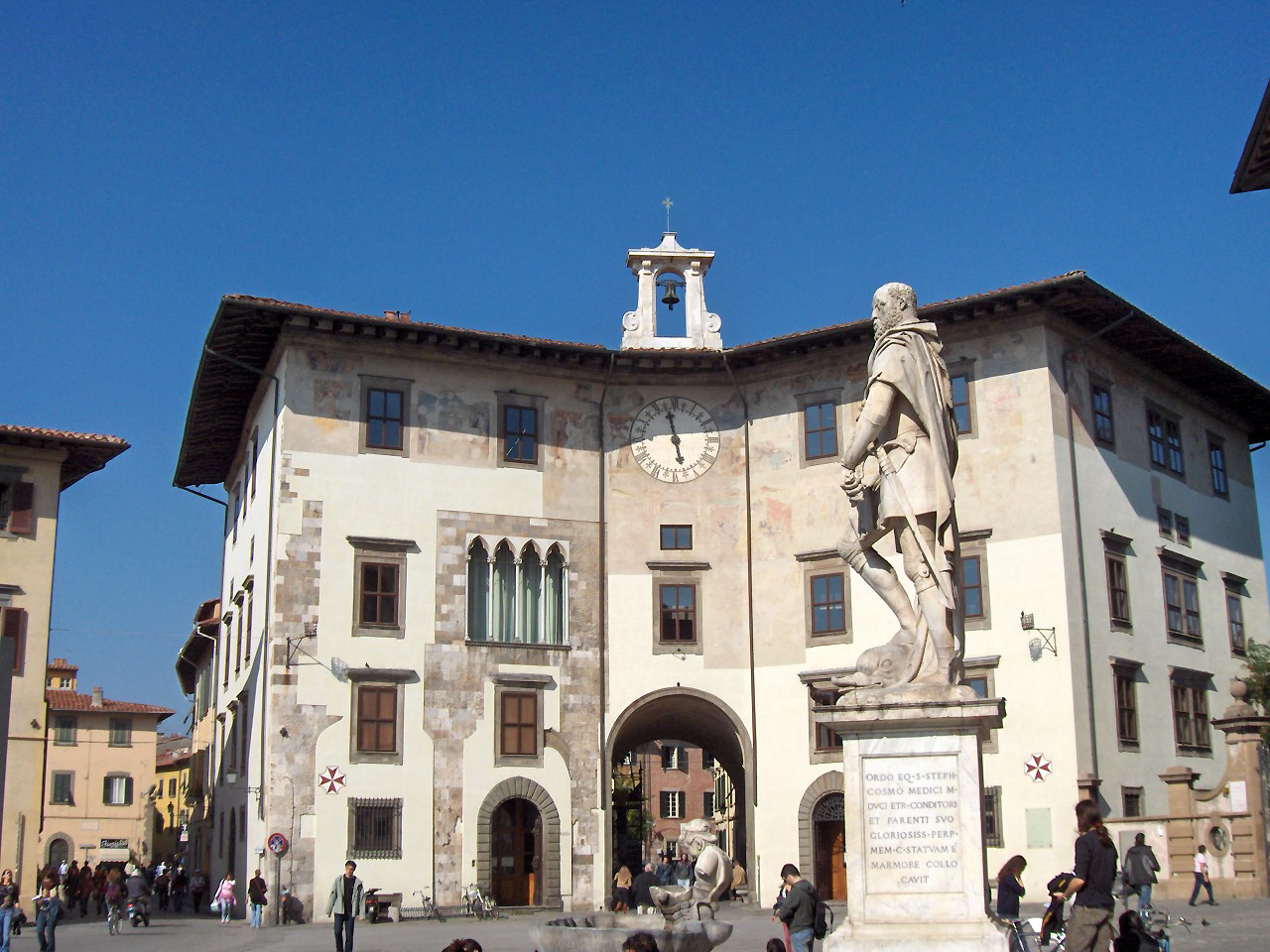
Дворец с часами в Пизе. Башня находилась с правой стороны, где нет сводчатого окна

Руджери Убальдини родился в Муджелло в могущественной графской семье делла Пила, и был племянником кардинала Оттавиана Убальдини. Начал свою церковную карьеру в архиепископской курии Болоньи. В 1271 году был назначен гибеллинами архиепископом Равенны, вместо другого прелата от партии гвельфов. Их борьба заставила папу отстранить обоих. В 1278 Убальдини стал архиепископом в Пизе, городе под властью графа Уголино делла Герардеска и капитана Нино Висконти.
Переселение Руджери в Пизу совпало с началом конфликта между Уголино и Висконти. Желая разделять и властвовать, Руджери вкрался в доверие к Висконти и постарался раздуть конфликт. Поднятое восстание низложило семьи Уголино, Гваланди, Сисмонди и Ланфранки. По версии летописца, которому следует Данте, Руджери предательски схватил Уголино вместе с двумя сыновьями и двумя племянниками, выбросив ключи в Арно, заключил их в башню Муда (башня Гваланди), где все умерли от голода. Папа Николай IV жёстко осудил преступление Руджери против Уголино и гвельфов, но смерть понтифика помешала возмездию.
В 1289 году, после смерти Уголино, Руджери стал подеста Пизы, но не выдержал борьбы с Висконти и вынужден был оставить должность. Руджери продолжал жить в своем архидиоцезе до конца своей жизни в 1295 году. Умер в Витербо, куда переселился незадолго до смерти. Похоронен во дворе монастыря около церкви Санта-Мария-ин-Гради.

## Руджери дельи Убальдини в «Божественной Комедии» Данте
Архиепископ Руджери дельи Убальдини упоминается в песнях XXXII-XXXIII «Ада», где он помещён во второй пояс девятого круга. За убийство семьи Уголино он подвергнут жестокой вечной пытке — Уголино делла Герардеска грызёт его череп.

Noi eravam partiti già da ello,

ch’i’vidi due ghiacciati in una buca,

sì che l’un capo all’altro era cappello:

e come 'l pan per fame si manduca,

così 'l sovran li denti all’altro pose

là 've’l cervel s’aggiugne colla nuca.

(«Ад» — Песнь XXXII, ст. 124—129)

Мы отошли, и тут глазам моим

Предстали двое, в яме леденея;

Один, как шапкой, был накрыт другим.

Как хлеб грызет голодный, стервенея,

Так верхний зубы нижнему вонзал

Туда, где мозг смыкаются и шея.

(Перевод Лозинского)

Tu dèi saper ch’io fui conte Ugolino,

e questi è l’arcivescovo Ruggieri:

or ti dirò perch’i' son tal vicino.

(«Ад» — Песнь XXXIII, ст. 13-15)

Я графом Уголино был когда-то,

Архиепископом Руджери — он;

Недаром здесь мы ближе, чем два брата.